# Premiers manuscrits coraniques
L'étude des manuscrit n'est qu'un aspect de la recherche sur la datation du Coran. Pour un article plus complet, voir : Recherches sur la datation du Coran. Pour un approfondissement de la discipline, voir : Codicologie des corans anciens

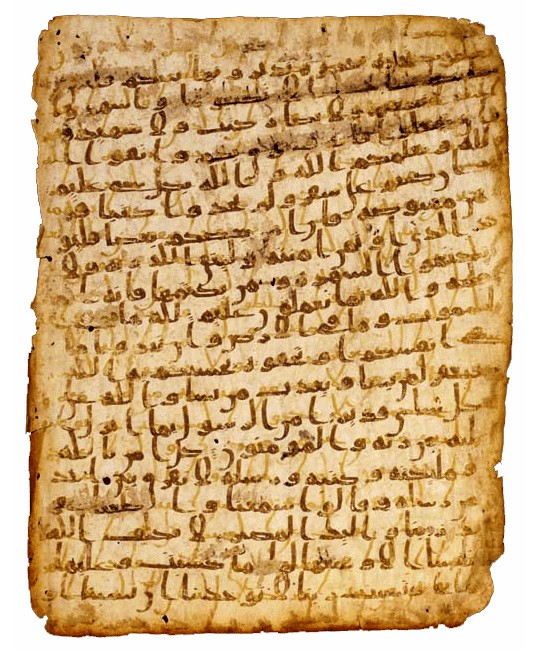
Sourate Al-Baqara, versets 282 à 286, d’un ancien manuscrit coranique écrit sur vélin, dont le support est daté du milieu ou de la fin du VIIe siècle apr. J.-C.

Dans la tradition musulmane, le Coran est considéré comme la dernière révélation divine, le texte sacré de l’islam, transmis au prophète Mahomet par l’intermédiaire de l’ange Jibril (Gabriel). Selon cette tradition, les révélations reçues par Mahomet ont été consignées à la fois oralement et par écrit, par lui-même et ses compagnons, jusqu’à sa mort en 632 apr. J.-C.. Ces révélations auraient ensuite été compilées sous le califat d’Abou Bakr As-Siddiq et codifiées sous le règne du troisième calife, Othmân ibn Affân (r. 644–656), afin d’établir une version standardisée du texte, connue sous le nom de Muṣḥaf, aux alentours de l’an 650, selon les érudits musulmans.
Cette version canonique a cependant été remise en question par certains chercheurs occidentaux, qui estiment que la canonisation du Coran serait intervenue plus tardivement. Leur position repose notamment sur la datation des sources narratives islamiques classiques (comme les hadiths), rédigées 150 à 200 ans après la mort de Mahomet, ainsi que sur la diversité textuelle constatée dans certains manuscrits, tel le manuscrit de Sanaa. Pour Dye, deux principaux modèles se dégagent : celui traditionnel d'une "collecte" précoce du texte coranique sous le calife Othmân ibn Affân, que Gilliot appelle « historiographie optimiste » à côté de celui qu'il défend d'une "rédaction" collective et progressive tout au long du VIIe siècle ayant abouti à une forme quasi-définitive sous le califat d'Abd Al-Malik (646-705). Le premier, autrefois dominant dans les études islamologiques, est devenu minoritaire.
La recherche occidentale sur la naissance du Coran s'est concentrée sur les manuscrits, parfois au détriment des autres aspects comme la transmission orale ou les éléments de piétés coranique. Selon le Corpus Coranicum, plus de 60 fragments, représentant plus de 2 000 feuillets (environ 4 000 pages), sont aujourd’hui connus comme témoins manuscrits du Coran antérieurs à l’an 800 (soit dans les 168 années suivant la mort de Mahomet).

## Aspects historiques

### Difficultés méthodologiques
Pour replacer les manuscrits coraniques à leur place dans l'histoire du Coran, il est nécessaire de les dater. Deux éléments peuvent être datés : la mise à mort de l'animal ayant servi à la création du parchemin et le texte. Pour Dutton, « Il y a nécessairement un retard supplémentaire dans la production du parchemin et dans son acquisition - peut-être de loin - et dans l'exécution effective de l'écriture et / ou de la décoration de celui-ci ».
Il est, en effet, aujourd'hui possible de dater par la méthode du carbone 14 le support du texte. Les études n'étant pas menées sur l'encre, il n'est pas impossible qu'un temps long se soit passé entre la production du support et sa rédaction. Ainsi, à propos du Codex de Birmingham, Rezvan explique qu'il y a un saut de 50 à 70 entre sa fabrication et son utilisation pour la rédaction. Pour l'auteur, ces parchemins, qui ont une importante valeur financière, ont été stockés dans des monastères ou des scriptorium avant d'être capturés et utilisés après la conquête arabe. Au-delà de cette différence datation/rédaction, Dye met en garde contre une trop grande confiance dans les datations au Carbone 14. « Il apparaît que les conditions qui légitimeraient une confiance extrême dans les datations au radiocarbone ne sont pas réunies, à l'heure actuelle, pour les manuscrits coraniques anciens. ». L'auteur cite comme exemple le « Coran de la nourrice » que l'on sait être copié en 1020 mais est daté de 871 à 986. Même la date la plus haute possède un saut de 34 ans, ce qui peut être dommageable à l'échelle des quelques dizaines d'années que forment la fin du VIIe et le début du VIIIe siècle. Les raisons de ces défauts sont encore mal connu (problème de calibration, contamination…). Ainsi, « les datations au radiocarbone des manuscrits coraniques anciens doivent être prises avec précaution, même quand elles ne donnent pas des résultats aberrants ».
S'il est possible de dater les peaux au Carbone-14, la datation de lécriture se fait par l'étude de la manière d'écrire les lettres et les signes diacritiques. L'étude d'un Coran ommeyade a permis de montrer que le style Hijazi est le plus ancien. Néanmoins cette méthode connaît quelques limites, car, selon Fr. Déroche, des mouvements conservateurs pouvant maintenir une méthode d'écriture plus ancienne ou une réforme peut mettre du temps à se mettre en place. Ainsi, une même datation peut faire l'objet de débat. Par exemple, le codex Parisino-petropolitanus  est daté du troisième quart du VIIe siècle par François Déroche, celui-ci considérant qu'il n'a pas été affecté par les réformes d'al-Ḥaǧǧāǧ. À l'inverse, Guillaume Dye, pour qui cette réforme reste encore obscure, pense que son format lié à une lecture publique serait lié à cette réforme. Il date donc le manuscrit du début du VIIIe siècle.

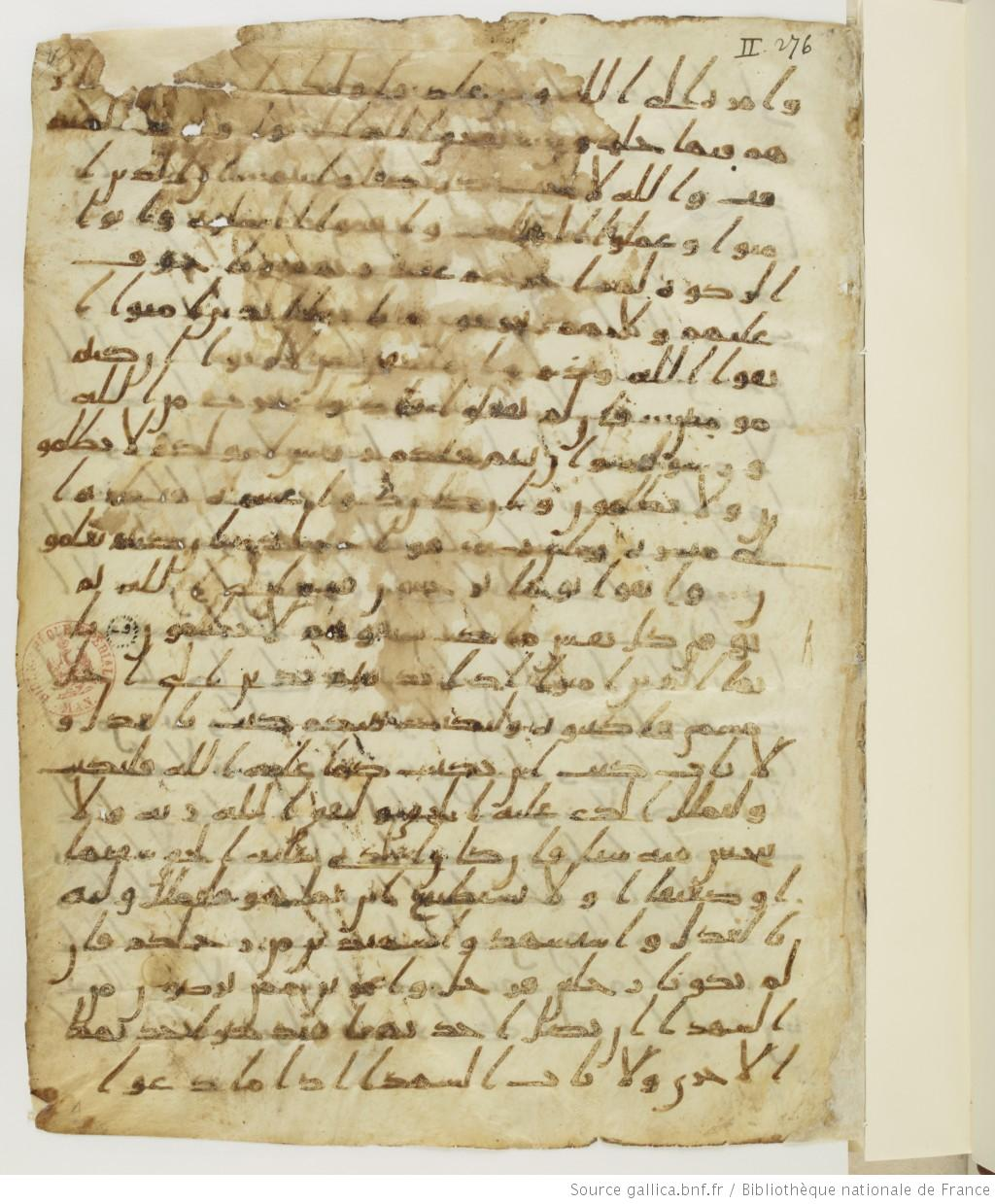
Codex Parisino-petropolitanus, 1er feuillet, style Hijazi

### Conclusions de l'études des manuscrits
Pour dater la rédaction du Coran, les chercheurs se sont penchés sur les manuscrits anciens. La datation et le contenu des premiers manuscrits du Coran ont été utilisés à la fois pour appuyer les positions traditionnelles de l’islam et, par les sceptiques, pour les remettre en question. Le grand nombre de manuscrits et de fragments datant des cent premières années après la prétendue canonisation du texte a fait du Coran un sujet de discussion académique intense.

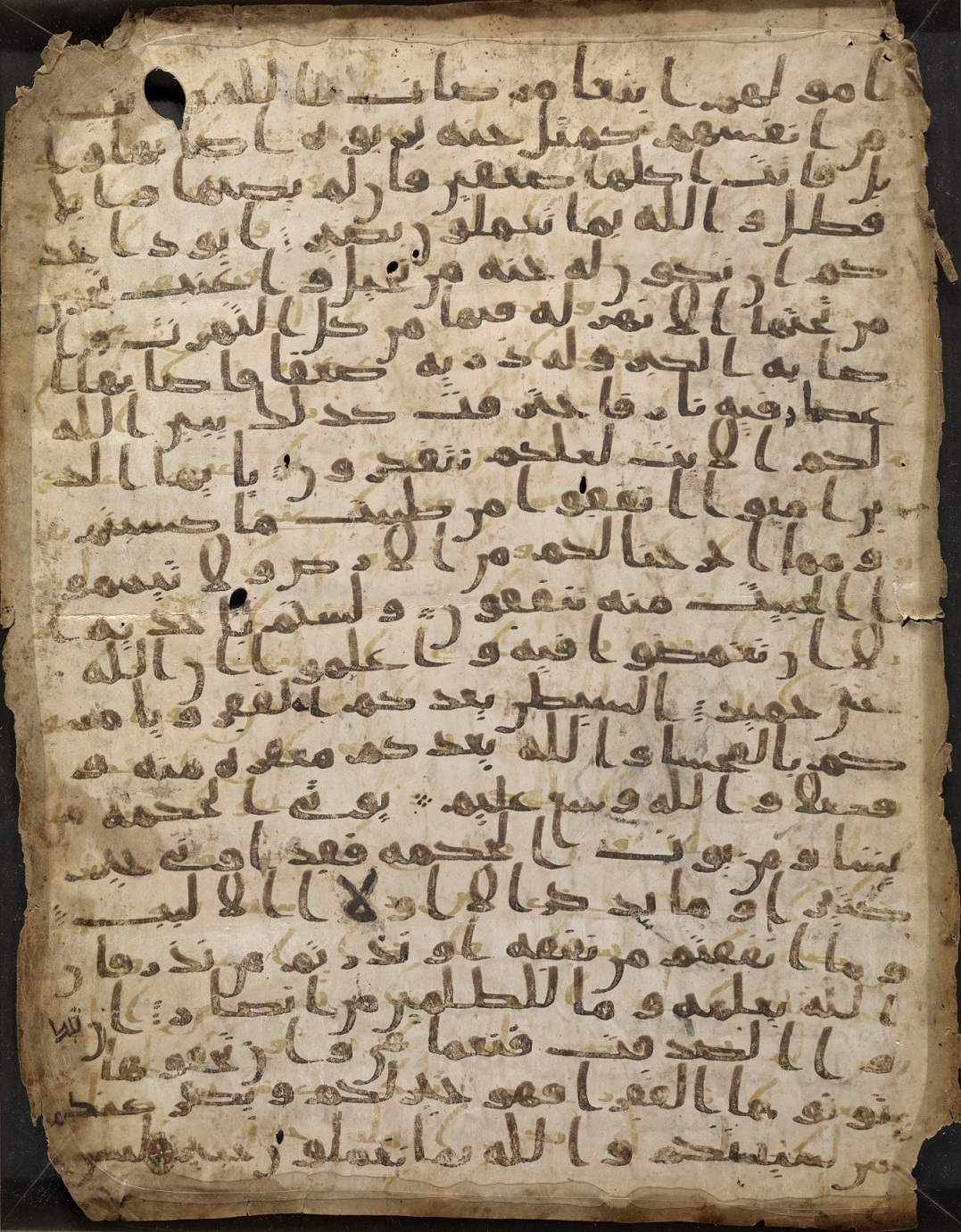
Feuillet de Sanaa, laissant transparaître un texte d'une couche inférieure effacée.

Pour François Déroche, qui défend une mise à l'écrit othmanienne, « les plus anciennes copies du Coran s'avèrent d'une importance essentielle pour nous permettre d'approcher de plus près l'histoire du texte coranique. La plupart des hypothèses récentes sur la date et les conditions de constitution de la vulgate se signalent par l'absence de prise en compte de ce que nous savons de la tradition manuscrite la plus ancienne qui offre sur plusieurs points des arguments très forts pour les écarter ». L'auteur reconnait toutefois que l'exemplaire othmanien a disparu et que le travail de mise à l'écrit à cette période ne correspond pas à la tradition musulmane puisque les manuscrits anciens montrent l'écriture d'un rasm encore défectueux. Pour François Déroche, ces manuscrits anciens « montrent un texte qui, si nous nous en tenons au rasm nu, correspond pour l'essentiel à la vulgate utmānienne. Les éléments constitutifs de cette dernière sont donc déjà présents, mais un certain nombre de points mineurs ne sont pas encore stabilisés. », ce qui contredit les récits traditionnels.
Pour l'auteur, « l'histoire de la vulgate coranique est donc à reconsidérer sur une plus longue durée. Si les bases en ont été jetées assez tôt, avant l'intervention du calife ʿUthmān, le rasm n'était pas encore stabilisé à l'époque où a été copié le Parisino-petropolitanus et ne le sera sans doute pas avant le IIe / VIIIe siècle. ». En effet, ce manuscrit contient encore des variantes au niveau du rasm « qui ne sont ni conformes à celles que reconnaît la tradition, ni réductibles à des particularités orthographiques. ». De même, pour Mohammad Ali Amir-Moezzi à propos des manuscrits de Sanaa., « En sus de quelques variantes orthographiques et lexicographiques mineures, 22 % des 926 groupes de fragments étudiés présentent un ordre de succession de sourates complètement différent de l'ordre connu ». Pour Michael Cook et Marijn van Putten, les variantes régionales des premiers fragments hiǧāzī partagent une origine commune (Stemma codicum) et descendent donc vraisemblablement d’un même archétype, à savoir le codex ʿuthmanien de la tradition islamique.
Au-delà même du fait que les conditions des Corans anciens ne permettent pas une confiance extrême dans ces datations, en l'état actuel de la recherche, « si l'existence de témoins manuscrits pré-marwanides [avant 684] ne peut être exclue […], elle n'est en tout cas […] absolument pas prouvée, contrairement à ce qui reste trop souvent affirmé. ». Pour Amir-Moezzi, rejoignant Gilliot, l'étude des manuscrits n'est, en effet, pas actuellement utile pour dater le texte puisque le premier Coran complet date du IXe siècle et que la datation des manuscrits de la fin du VIIe siècle ne fait aucun consensus parmi les chercheurs ».
|                                    | Datation du support         | Datation de la rédaction                                                                             |
| Coran de Birmingham                | Entre 568 et 645 apr. J.-C. | FD : Troisième quart du VIIe siècle (650 à 675 apr. J.-C.)                                           |
| Codex Parisino-petropolitanus      |                             | FD : Troisième quart du VIIe siècle (650 à 675 apr. J.-C.) GD : VIIIe siècle MT : 695-696 apr. J.-C. |
| M a VI 165 (Tübingen)              | Entre 649 et 675 apr. J.-C  | VIIIe siècle                                                                                         |
| Fragments de Leyde                 | Entre 650 et 715 apr. J.-C  | Entre 770 et 830 apr. J.-C                                                                           |
| Coran de Sanaa (DAM 01-27.1, inf.) | Entre 578 et 669            | Période marwanide                                                                                    |

## Manuscrits hijâziens
Les manuscrits en écriture hijazi comptent parmi les plus anciennes formes de textes coraniques, et se caractérisent par l’emploi de l’écriture hijazi. Celle-ci se distingue par une écriture arabe « informelle et inclinée ». Les exemplaires du Coran les plus largement diffusés à l’époque utilisaient ce style, antérieur à l’écriture coufique. Il se reconnaît à l’inclinaison vers la droite des hampes des lettres ainsi qu’à l’allongement vertical de celles-ci.

### Codex Parisino-petropolitanus
Le  Codex Parisino-petropolitanus est le nom donné à deux des plus anciens manuscrits coraniques connus. La majorité des feuillets subsistants appartiennent à un Coran aujourd’hui fragmenté, dont la plus grande partie est conservée à la Bibliothèque nationale de France sous la cote BnF Arabe 328(ab). Quarante-six feuillets se trouvent à la Bibliothèque nationale de Russie, et un feuillet est conservé respectivement à la Bibliothèque vaticane (Vat. Ar. 1605/1) et à Londres.
Le BnF Arabe 328(c), est un fragment coranique en écriture hijazie. Il comprend 16 feuillets, auxquels s’ajoutent deux feuillets supplémentaires découverts à Birmingham en 2015 (Mingana 1572a, relié avec un manuscrit coranique non lié),. BnF Arabe 328(c) faisait partie d’un lot de feuillets provenant de la réserve de manuscrits coraniques de la mosquée Amr ibn al-As à Fostat, acheté par l’orientaliste français Jean-Louis Asselin de Cherville (1772–1822), alors qu’il était vice-consul à Le Caire entre 1806 et 1816. Les 16 feuillets conservés à Paris contiennent le texte de la sourate 10:35 à 11:95 et de 20:99 à 23:11.Les feuillets de Birmingham comblent en partie une lacune du manuscrit conservé à Paris, avec des fragments du texte des sourates 18, 19 et 20.
Dans l'ensemble, le texte du manuscrit n'est pas très différent du texte coranique standard actuel, « en suppléant en conséquence les points diacritiques ou les signes des voyelles brèves ». Déroche souligne les nombreuses différences orthographiques, mais l'orthographe ne permet pas d'expliquer toutes les différences puisqu'il se trouve des variantes non-canoniques.
Selon Déroche, bien que ne niant pas la possibilité d'une datation légèrement plus tardive (archaïsme...), la production du manuscrit peut être datée de la fin du VIIe siècle apr. J.-C. (3e quart du Ier siècle après l'Hégire). En 2020, Déroche considère que ce codex appartient au plus ancien ensemble de manuscrits coraniques appartenant au règne d'Abd al-Malik. D'autres auteurs datent sa production plutôt du début du VIIIe siècle, position que Déroche avait également défendue dans certains de ses travaux plus anciens. D'autres encore suggèrent des dates significativement différentes.

### Manuscrit coranique de Birmingham
En 2015, des spécialistes de l’Université de Birmingham ont identifié ce qui pourrait être le plus ancien manuscrit coranique connu : le manuscrit coranique de Birmingham. L’analyse au radiocarbone a permis de dater le parchemin entre 568 et 645 apr. J.-C., ce qui en fait un témoin potentiellement contemporain de Mahomet,,. Le manuscrit coranique de Birmingham, constitué de deux feuillets en parchemin (répertoriés sous le nom Mingana 1572a), a été daté au radiocarbone entre 568 et 645 apr. J.-C. (avec un intervalle de confiance de 95,4 %), ce qui correspond à la période durant laquelle l’animal ayant fourni le parchemin a vécu,.
Les feuillets préservent des parties des sourates 18 à 20. Le texte, toujours clairement lisible, est écrit à l’encre sur parchemin en écriture hijazi arabe. Les feuillets, de format folio (343 × 258 mm, soit environ 13½" × 10¼"), présentent une écriture généreusement dimensionnée et facile à lire, rédigée sur les deux faces. Le texte est disposé selon un format devenu par la suite standard pour les manuscrits coraniques complets : les divisions en sourates sont signalées par des décorations linéaires, et les fins de versets par des groupes de points intertextuels. Les deux feuillets sont conservés à l’Université de Birmingham au sein de la Bibliothèque de recherche Cadbury. Ils ont été reconnus,, comme comblant une lacune dans les 16 feuillets répertoriés sous la cote BnF Arabe 328(c),, conservés à la Bibliothèque nationale de France à Paris, aujourd’hui reliés avec le Codex Parisino-petropolitanus.
Marijn van Putten, spécialiste de la paléographie coranique, a montré dans ses recherches que les particularités orthographiques spécifiques que l’on retrouve dans tous les manuscrits du type de texte dit "uthmanien" sont également présentes dans le fragment de Birmingham (Mingana 1572a + Arabe 328c). Il en conclut que ce manuscrit est clairement un descendant du type de texte uthmanien, et qu’il est « impossible » qu’il s’agisse d’une copie pré-uthmanienne, malgré sa datation ancienne par le radiocarbone.
François Déroche du Collège de France invite à la prudence : « Les feuillets de Birmingham proviennent d’un même manuscrit que certains détenus à la Bibliothèque nationale de France. Or, d’après une analyse graphique, nous les avons datés du troisième quart du VIIe siècle. » (650 à 675). Pour G. Dye, « on doit plutôt le dater du dernier quart du VIIe siècle, et même plus plausiblement du premier quart du VIIIe siècle ».
Ce manuscrit a "a défrayé la chronique en 2015" lors de sa datation au Carbone-14 et a créé une "grande existation" tant chez les chercheurs, que chez les musulmans.Le fait que le texte corresponde au texte coranique standard contemporain conforte généralement les récits musulmans traditionnels,. Il possède néanmoins quelques variantes textuelles qui l'en différencie, comme les numérotations des versets. Selon Dutton, ce manuscrit montre des variations au niveau de certaines lettres, comme les voyelles longues. Ce manuscrit illustre, selon cet auteur, le processus de standardisation du Coran multiforme, à travers les réformes du calife Uthman, d'al-Hajjaj et d'Abd al-Malik et jusqu'au Xe siècle.

### Fragment de Tübingen
En novembre 2014, l’université de Tübingen, en Allemagne, a annoncé qu’un manuscrit partiel du Coran en sa possession (Ms M a VI 165) avait été daté par carbone 14 (avec un intervalle de confiance de 95,4 %) entre 649 et 675 de notre ère,,. Le manuscrit est désormais reconnu comme étant écrit en écriture hijazi, bien qu’il ait été classé comme « coufique » dans le catalogue de la collection datant de 1930. Il contient les versets coraniques allant de 17:36 à 36:57 (ainsi qu'une partie du verset 17:35).
Si les supports des textes sont anciens, l'écriture est datée du VIIIe siècle

### Manuscrits de Sanaa
Le manuscrit de Sanaa est l’un des plus anciens manuscrits coraniques connus. Il ne contient que trois sourates. Il a été découvert, avec de nombreux autres fragments coraniques et non coraniques, au Yémen en 1972, lors de travaux de restauration de la Grande Mosquée de Sanaa. Le manuscrit est écrit sur parchemin et comporte deux couches de texte (voir palimpseste). Le texte supérieur correspond au texte standard du Coran attribué à 'Uthmân, tandis que le texte inférieur présente de nombreuses variantes par rapport à ce texte standard. Une édition critique du texte inférieur a été publiée en 2012. Une analyse au radiocarbone a daté le parchemin portant le texte inférieur d’avant 671 apr. J.-C., avec une probabilité de 99 %.
Behnam Sadeghi et Uwe Bergmann écrivent que le manuscrit de Sanaa est unique parmi les premiers manuscrits coraniques connus, en tant que « seul manuscrit connu » ne relevant pas de la tradition textuelle ‘uthmanienne. Les fragments de manuscrits hiǧāzī appartenant à cette tradition textuelle et datés du premier siècle islamique présentent des variantes. Ils se répartissent « en un petit nombre de familles régionales (identifiées par des variantes dans leur rasm, ou texte consonantique), et chacun contient également des variantes non canoniques dans le pointage ou la graphie, souvent attribuables aux Compagnons ».
En étudiant les caractéristiques paléographiques, la décoration et l’enluminure d'un des très nombreux manuscrits, le Codex Ṣanaa DAM 20-33.1 qui contient 25 feuillets, von Bothmer a daté le texte de la dernière décennie du Ier siècle de l'Hégire, vers 91-96 H, soit 710-715, sous le règne du calife omeyyade Al-Walid. G. Dye considère que la scriptio inferior date probablement du dernier tiers du VIIe siècle. Eleonore Cellard date la scriptio inferior du VIIe siècle et la scriptio superior du VIIIe siècle.

### Manuscrit coranique de l'université de Cambridge
Le manuscrit a été acquis par l'Université de Cambridge auprès d’Edward Henry Palmer (en) (1840–1882) et de E. E. Tyrwhitt Drake. Daté d’avant l’an 800 de notre ère selon le Corpus Coranicum, il contient une portion du texte coranique correspondant à la sourate Al-Anfal (8), versets 10 à 72.
Le manuscrit se compose de quatre feuillets rédigés sur parchemin.

### Manuscrit de la British Library
Le manuscrit British Library MS. Or. 2165 est un ancien manuscrit coranique rédigé en écriture Ma'il, un style calligraphique précoce  (notamment à La Mecque ou Médine) caractérisé par une inclinaison vers la droite des hampes verticales. Il est daté du VIIᵉ ou du début du VIIIᵉ siècle de l’ère chrétienne (soit le Iᵉʳ siècle de l’Hégire).
Le manuscrit ne contient qu’une partie du texte coranique (fragmentaire), mais il est précieux pour l’étude de l’évolution paléographique des premiers siècles de l’islam et pour l’histoire de la transmission du texte coranique.

### Codex Mashhad
Le terme « Codex de Mashhad » désigne un ancien codex du Coran, aujourd’hui principalement conservé dans deux manuscrits, les MSS 18 et 4116, à la Bibliothèque centrale de l’Astan Qods-e Razavi, à Mashhad, en Iran. Le premier manuscrit comprend 122 feuillets et le second 129 feuillets, représentant ensemble plus de 90 % du texte du Coran, et il est également probable que d’autres fragments soient retrouvés à Mashhad ou ailleurs dans le monde.
Le codex actuel est divisé en deux volumes distincts, MSS 18 et 4116. Le premier contient la première moitié du Coran, depuis le début jusqu’à la fin de la 18e sourate, al-Kahf, tandis que le second comprend la seconde moitié, depuis le milieu de la 20e sourate, Ta-Ha, jusqu’à la fin du Coran. Dans leur état actuel, les deux parties du Codex de Mashhad ont été restaurées, complétées en partie par des fragments provenant de Corans coufiques plus tardifs, et parfois par des ajouts en écriture nashkī contemporaine.
Le Codex de Mashhad présente presque tous les éléments et caractéristiques des plus anciens codex coraniques connus. Les deux volumes principaux, rédigés en écriture hijazi ou māʾil, constituent les seuls manuscrits ḥijāzī en format vertical conservés en Iran. Comme tous les anciens codex en ḥijāzī, ce manuscrit contient des lectures variantes, des différences régionales entre codices, des particularités orthographiques et des erreurs de copistes, corrigées en partie par des mains postérieures. La graphie et l’orthographe du codex montrent des formes archaïques et des règles encore non systématiquement codifiées, perceptibles dans diverses particularités orthographiques. On n’y trouve aucune enluminure ni ornementation, même au niveau des en-têtes de sourates ; à la place, de simples marqueurs de sourates, ajoutés ultérieurement, apparaissent uniquement à la jonction des sections.
L’écriture de ce manuscrit est similaire à celle du Codex M a VI 165 conservé à la Bibliothèque de l'Université Eberhard Karl de Tübingen (Allemagne), au Codex Arabe 331 de la Bibliothèque nationale de France (Paris), ainsi qu’au Kodex Wetzstein II 1913 de la Bibliothèque d'État de Berlin. Les datations au carbone 14 combinées de ces manuscrits les situent fermement dans le premier siècle de l’hijra.

## Manuscrits coufiques
Les manuscrits coufiques se caractérisent par la forme coufique de la calligraphie. La calligraphie coufique, ainsi nommée plus tard par des historiens de l’art aux XIXe ou XXe siècles, se distingue par des lettres droites et précises. Pendant longtemps, le Coran Bleu, le manuscrit de Topkapi et le Coran coufique de Samarcande ont été considérés comme les plus anciennes copies existantes du Coran. Les deux codex sont plus ou moins complets. Ils sont rédigés en écriture coufique. Celle-ci « peut généralement être datée de la fin du VIIIe siècle, en fonction du degré de développement du caractère de l’écriture dans chaque cas. ».

### Coran bleu de Kairouan
Le Coran bleu est un manuscrit du Coran datant de la fin du IXe siècle ou du début du Xe siècle, réalisé en Tunisie, dans une écriture coufique. Il a probablement été créé en Afrique du Nord pour la grande mosquée de Kairouan.
Il figure parmi les œuvres les plus célèbres de la calligraphie islamique, et a été qualifié de « l’un des manuscrits de luxe les plus extraordinaires jamais réalisés ».
Comme il est écrit dans un style coufique, le manuscrit est relativement difficile à lire. « Les lettres ont été modifiées de façon à ce que chaque ligne ait la même longueur, et les signes nécessaires pour distinguer certaines lettres ont été omis ».
Le Coran bleu est constitué de parchemin teint à l’indigo, avec des inscriptions réalisées à l’encre d’or, ce qui en fait l’un des manuscrits coraniques les plus rares connus. L’usage de parchemin teinté et d’encre dorée aurait été inspiré par l’Empire byzantin chrétien, où de nombreux manuscrits étaient produits selon des procédés similaires. Chaque verset est séparé par des marques circulaires argentées, aujourd’hui difficilement visibles en raison de la décoloration et de l’oxydation.

### Coran de Topkapi
Le manuscrit coranique de Topkapi H.S. 32 est un artefact islamique majeur, remarquable par sa taille, son écriture et son contexte historique. Il remonte à la fin du VIIe siècle ou au milieu du VIIIe siècle et est conservé au palais de Topkapi à Istanbul.
Ce manuscrit présente un style unique d’écriture coufique, se distinguant par ses décorations ornementales et sa calligraphie soignée. Il a fait l’objet de nombreuses études académiques en raison de ses variantes textuelles, qui offrent un aperçu précieux sur la transmission et la préservation du texte coranique aux premiers siècles de l’islam.
Ce manuscrit a longtemps été attribué à Othmân ibn Affân (m. 656), mais une étude récente publiée par De Gruyter a contesté cette attribution en analysant sa paléographie et son orthographe.

### Coran de Samarcande
Le Coran de Samarcande, conservé à Tachkent, est un manuscrit rédigé en écriture coufique. Selon la tradition ouzbèke, il est identifié comme l’un des exemplaires du Coran attribués à Othmân ibn Affân, mais les études paléographiques ainsi que la datation au carbone du parchemin le situent plutôt entre le VIIIe siècle et le IXe siècle,. La datation au radiocarbone a révélé une probabilité de 95,4 % que le parchemin ait été produit entre 795 et 855.
La datation de tout manuscrit coufique à la fin du VIIIe siècle par John Gilchrist a été critiquée par d'autres chercheurs, qui soulignent l’existence de nombreuses inscriptions plus anciennes en écriture coufique ou pré-coufique. Les plus significatives sont les inscriptions coraniques en coufique datant de la fondation du Dôme du Rocher à Jérusalem (en 692).
Certaines inscriptions rupestres en hijazi ou en coufique ancien pourraient même remonter à 646. Le débat entre spécialistes ne porte plus tant sur l’origine de l’écriture que sur le degré de développement de l’écriture coufique dans les manuscrits anciens et les inscriptions datées du VIIe siècle.

### Coran de l'Anatolie
Ce manuscrit coranique ancien en écriture coufique est conservé à la Bibliothèque nationale d’Autriche. Le codex provient de l’Anatolie. Il entra en possession du comte Anton Prokesch-Osten, ambassadeur d’Autriche à Constantinople, en 1872, année où il l’offrit en don à la Bibliothèque nationale d’Autriche.
Le manuscrit est daté entre 700 et 725 de notre ère, sur la base du style de ponctuation utilisé, un système graphique en usage pendant une période relativement brève. Il contient les versets du Coran allant de 2:97 à 7:205 ainsi que de 9:19 à 9:29, répartis sur 104 feuillets,.

## Autres manuscrits

### Coran Maʾil
Le Coran Ma'il est un exemplaire du Coran datant du VIIIe siècle (entre 700 et 799 de notre ère), originaire de la péninsule Arabique. Il contient environ les deux tiers du texte coranique et figure parmi les plus anciens Corans connus au monde. Il a été acquis par le British Museum en 1879 auprès du révérend Greville John Chester et est actuellement conservé à la British Library.

### Archives de Gotthelf Bergsträßer
Les archives de Gotthelf Bergsträßer désignent une collection unique de photographies et de documents relatifs aux plus anciens manuscrits du Coran. Elles ont été constituées dans les années 1930 par l’islamologue allemand Gotthelf Bergsträßer (1886–1933), en collaboration avec son collègue Otto Pretzl.
Dans le cadre d’un projet de recherche sur l’histoire du texte coranique, Bergsträßer entreprit un vaste travail de documentation visant à photographier les plus anciens manuscrits coraniques connus, conservés dans des bibliothèques et collections en Europe, au Moyen-Orient et en Afrique du Nord. Ces images, prises principalement sur plaques photographiques, documentent un grand nombre de fragments rédigés en écriture coufique ou écriture hijazie, souvent difficiles d’accès de nos jours.
Après la mort prématurée de Bergsträßer en 1933, le projet ne fut pas mené à terme, mais ses archives furent conservées à l’Université de Munich. Elles ont été redécouvertes et partiellement étudiées au XXIe siècle, en particulier dans le cadre des travaux de l’Université de Birmingham et du Corpus Coranicum de l’Académie des sciences de Berlin.
Aujourd’hui, les archives Bergsträßer représentent une source précieuse pour les chercheurs spécialisés en paléographie arabe, codicologie, et en histoire du Coran. Elles permettent notamment d’étudier les variantes textuelles, la transmission manuscrite, et les styles d’écriture des premiers siècles de l’Islam.

## Galerie

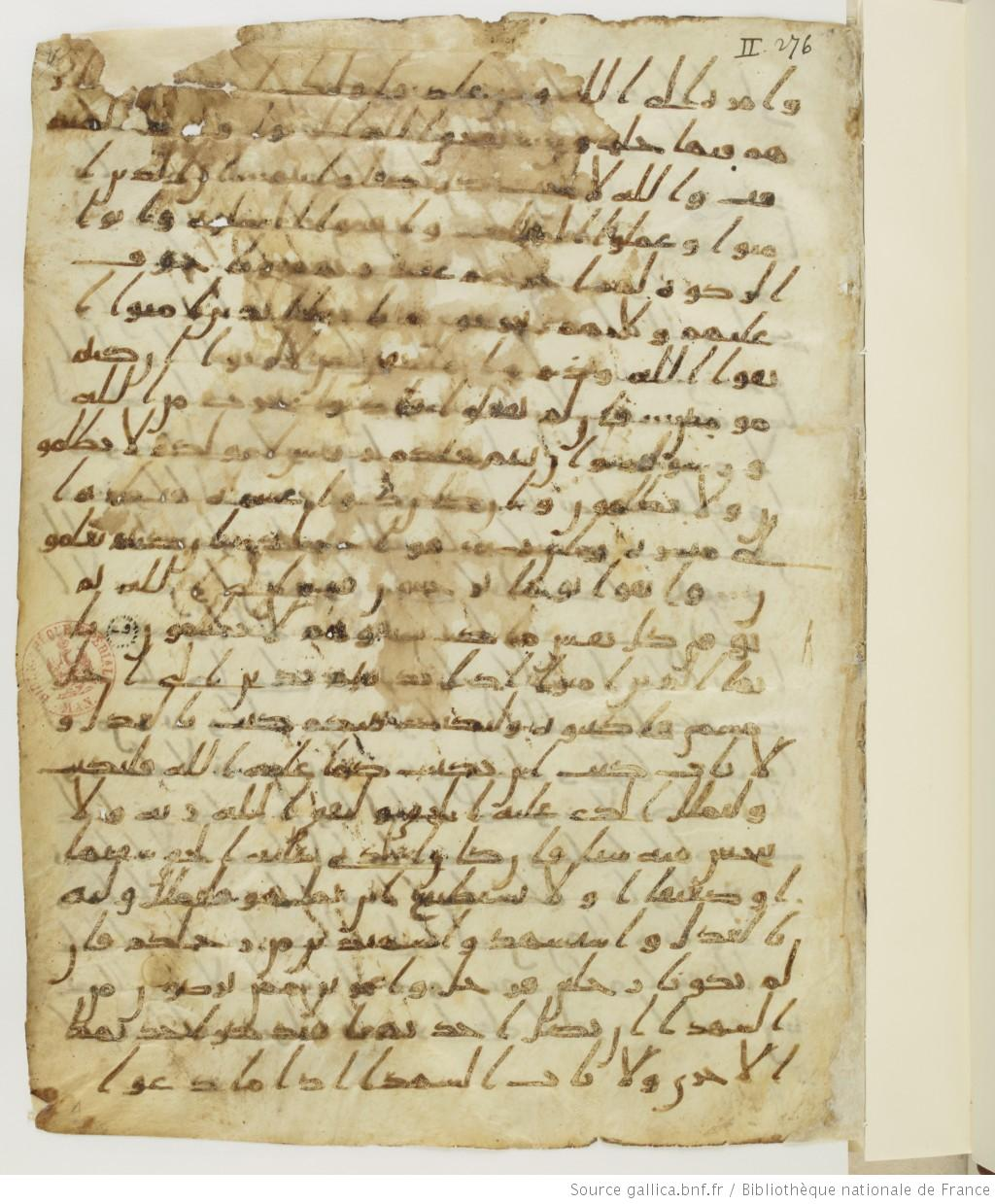
Le recto du premier feuillet du codex Parisino-petropolitanus
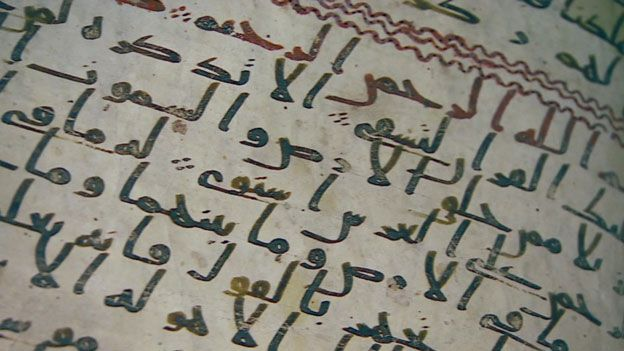
Gros plan sur une partie du recto du folio 2 du manuscrit du Coran de l'université de Birmingham
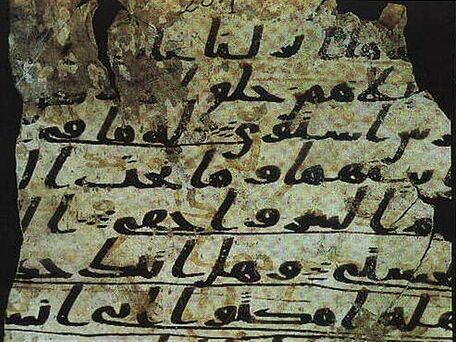
Manuscrit de Sanaa
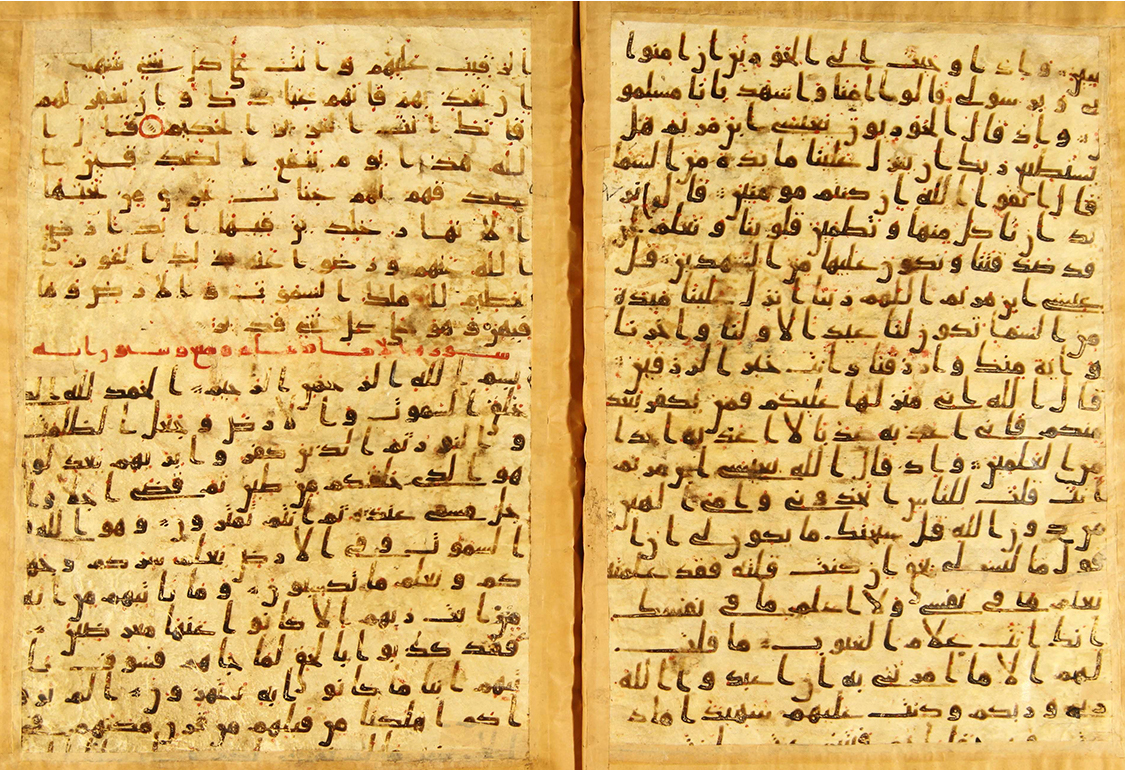
Folios du codex de Mashhad (ar), manuscrit 18, folios 50r et 49v
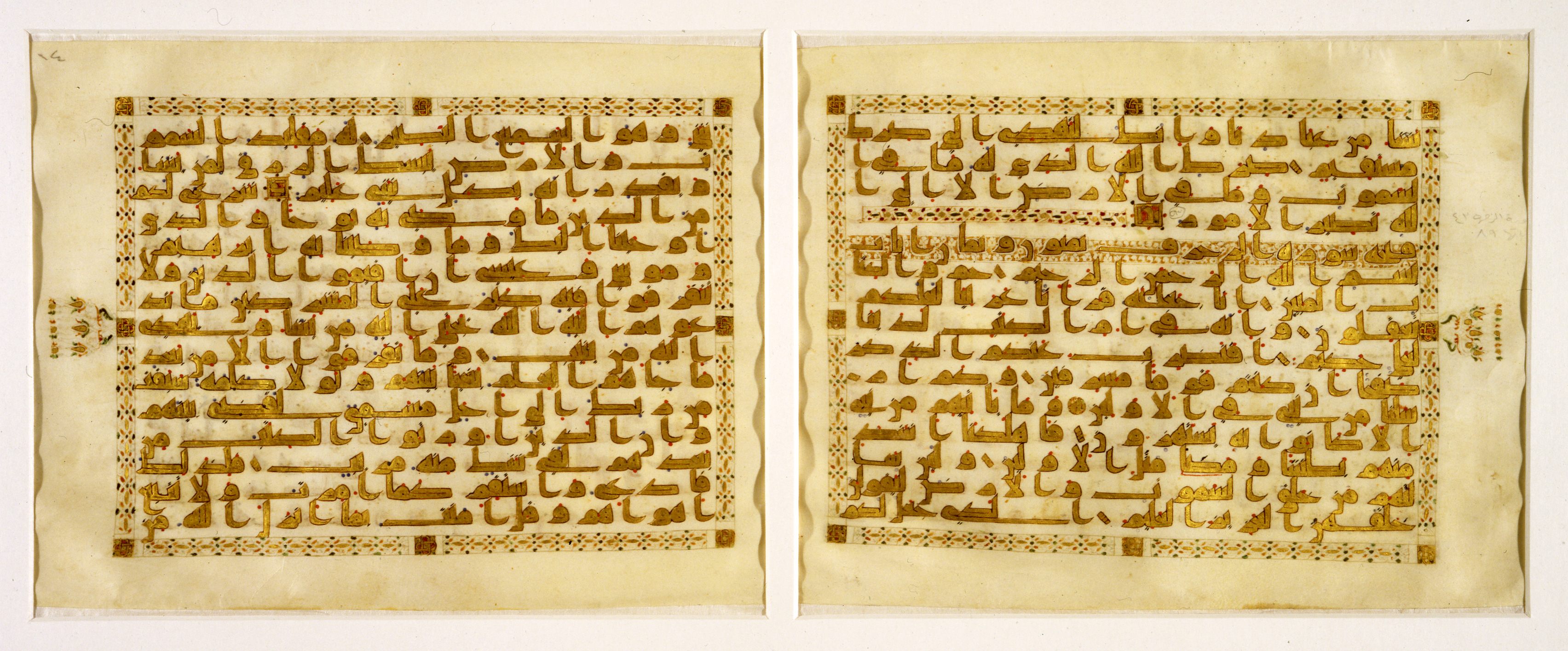
Coran en écriture coufique
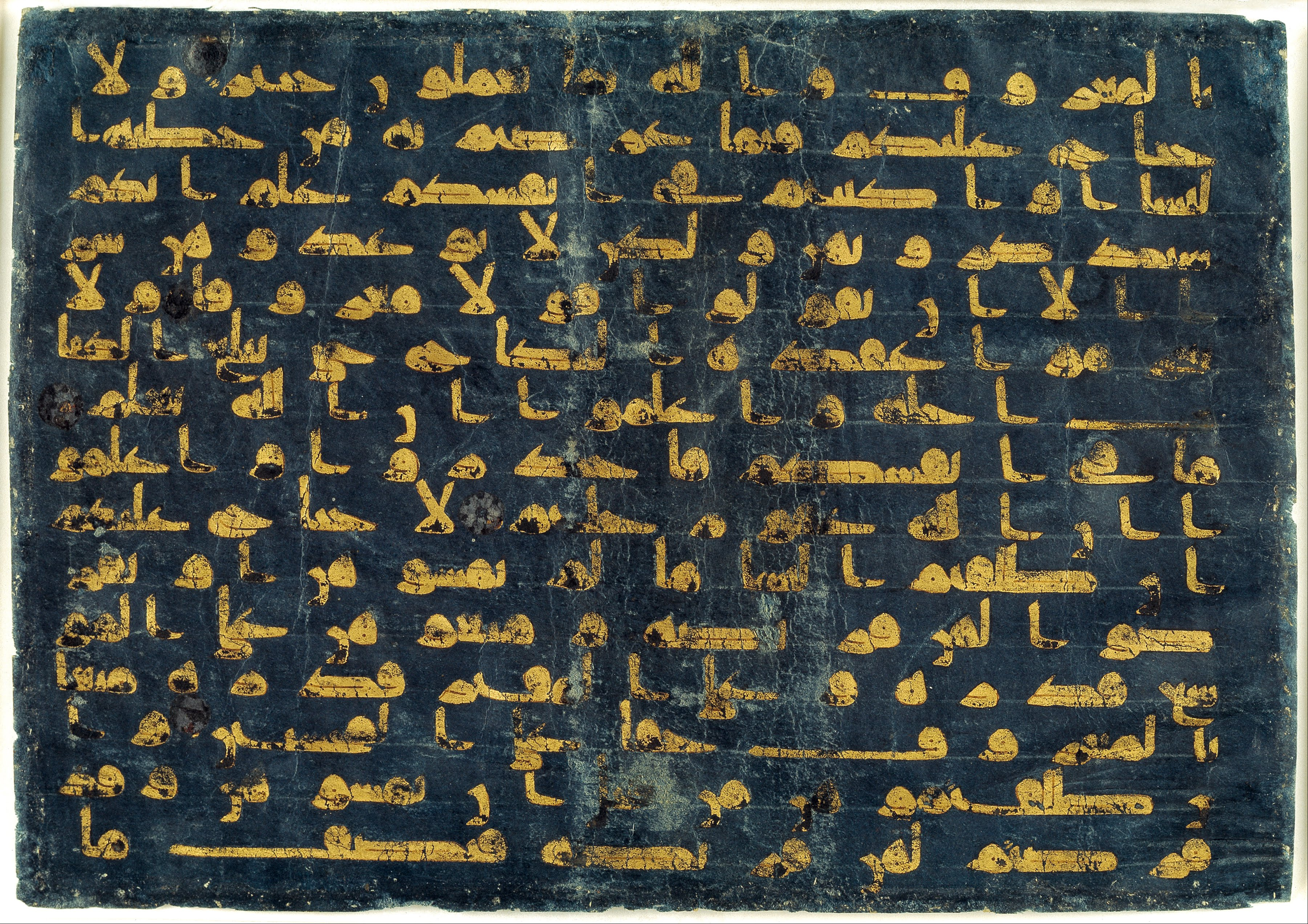
Le Coran bleu
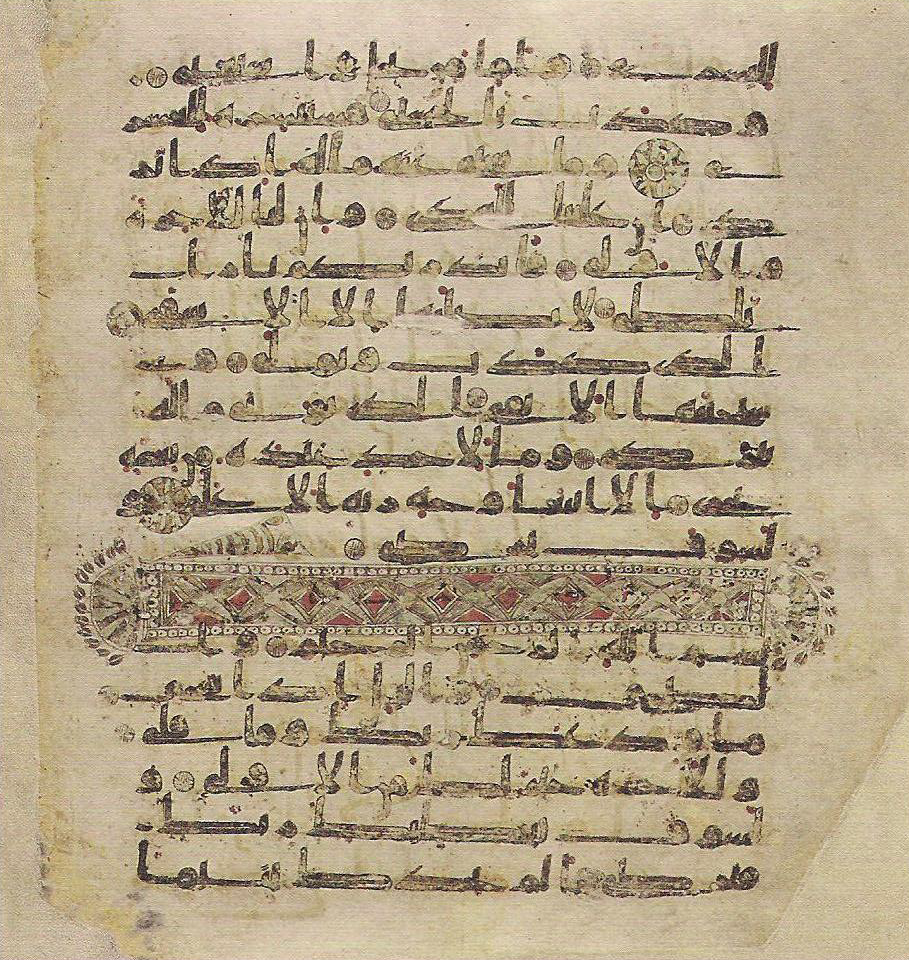
Page du manuscrit de Topkapi avec l’en-tête de la sourate Ad-Dhuha, conservé au Palais de Topkapı
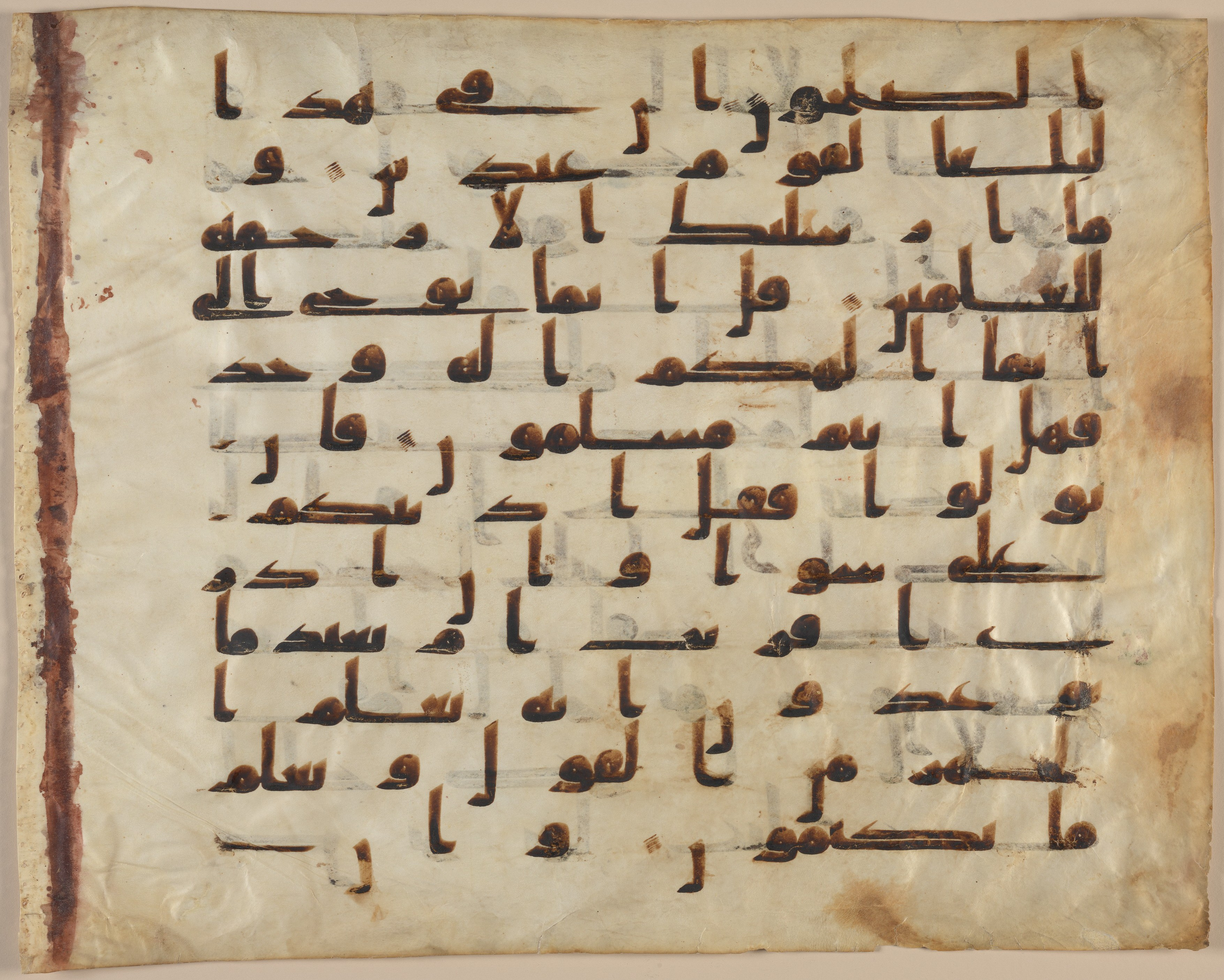
Feuillet détaché. Versets 105 à 110 de la sourate Al-Anbiya issus du Coran de Tachkent, conservé au Metropolitan Museum of Art
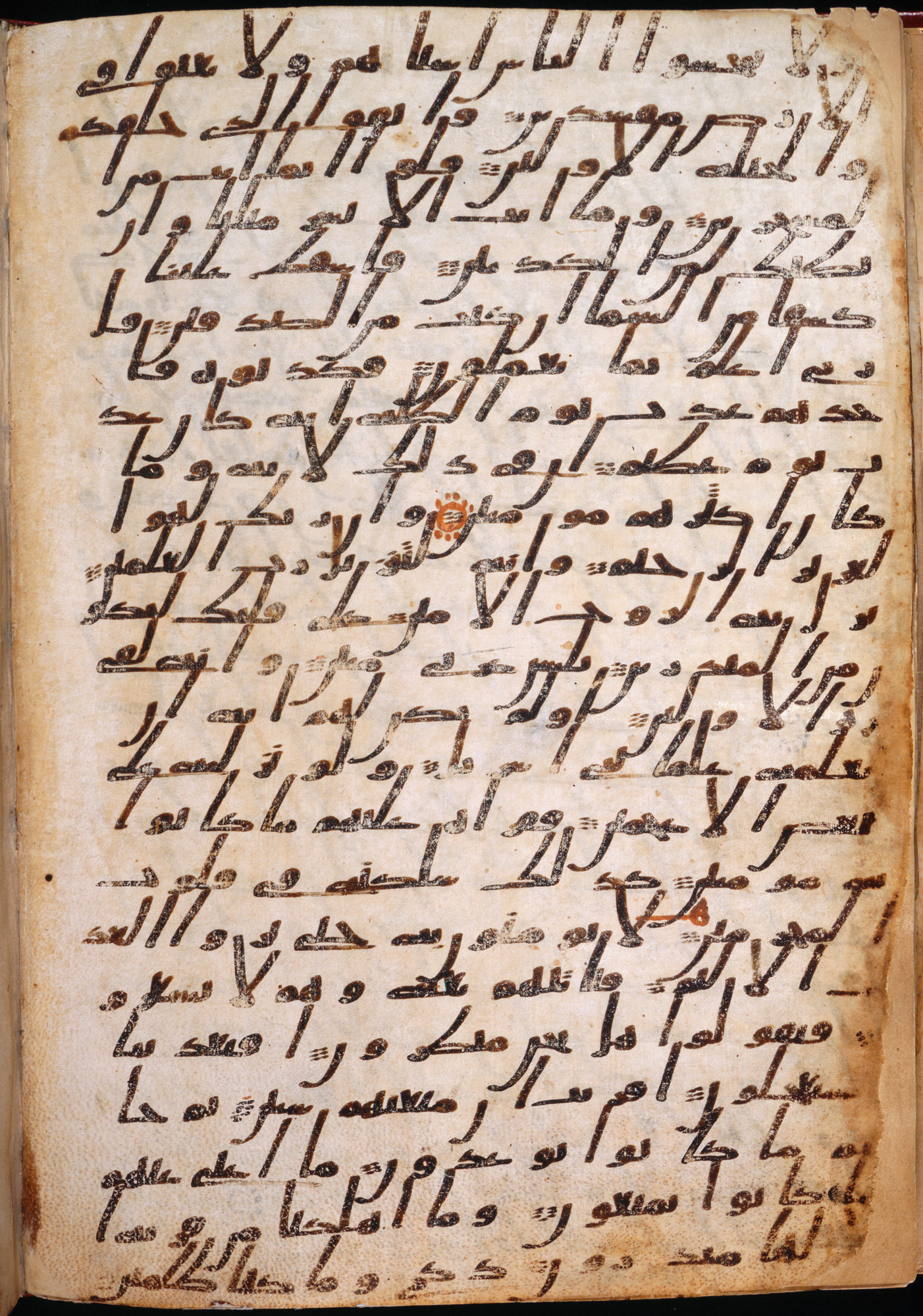
Page du Coran Maʾil. Hijaz, VIIIᵉ siècle, au British Library
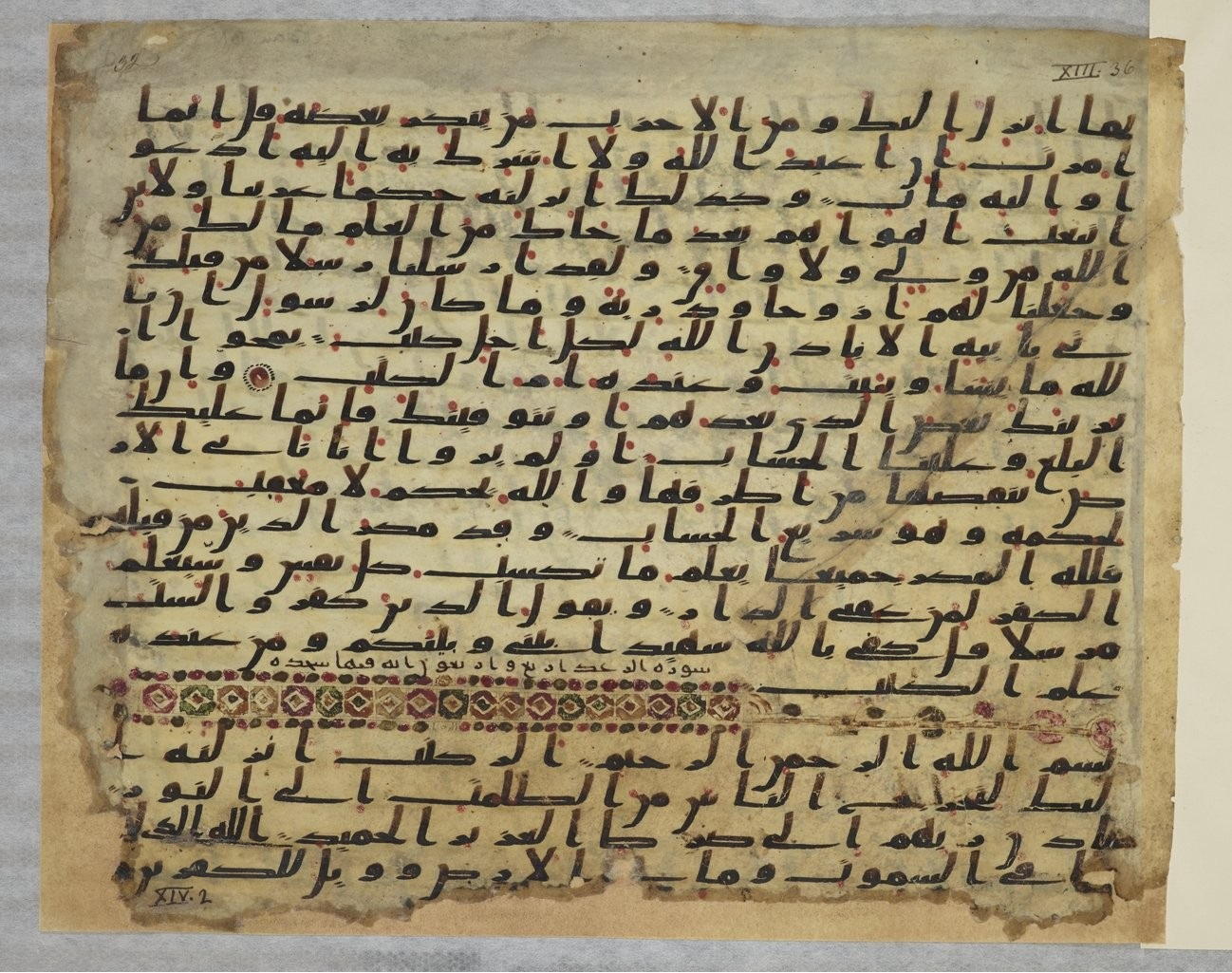
Feuillet coranique en écriture hijazie, Bibliothèque nationale de France, Arabe 334, folio 32r

## Sources et références
- (en) Cet article est partiellement ou en totalité issu de l’article de Wikipédia en anglais intitulé « Early Quranic manuscripts » (voir la liste des auteurs).

### Sources
- Herbert Berg, À la recherche du Muhammad historique, New York, Prometheus Books, 2000, 489–509 p., « 15. Les implications des méthodes et théories de John Wansbrough et les oppositions qu’elles ont suscitées »
- (en) Gerhard Böwering, Le Coran dans son contexte historique, Routledge, 2007 (ISBN 978-1-134-10945-6, DOI 10.4324/9780203939604, lire en ligne), « Recherches récentes sur la composition du Coran »
- Michael Cook, Le Coran : une très brève introduction, Oxford University Press, 2000 (ISBN 0192853449, lire en ligne )
- Fred M. Donner, Le Coran dans son contexte historique, Routledge, 2008 (ISBN 978-1-134-10945-6, lire en ligne ), « Le Coran dans les recherches récentes »
- J. Wansbrough, Études coraniques : sources et méthodes d'interprétation scripturaire, Oxford, 1978 (lire en ligne)
- François Déroche, La tradition abbasside : Corans des VIIIᵉ et Xᵉ siècles apr. J.-C., The Nour Foundation, 1992 (ISBN 1-874780-51-X)